# 雲県
雲県（うん-けん）は中華人民共和国雲南省臨滄市に位置する県。

## 歴史
明代に雲州が設置され、1913年に雲県に改編される。

## 行政区画
下部に7鎮、2郷、3民族郷を管轄する。
- 鎮
  - 愛華鎮、漫湾鎮、大朝山西鎮、涌宝鎮、茂蘭鎮、幸福鎮、大寨鎮
- 郷
  - 暁街郷、茶房郷
- 民族郷
  - 忙懐イ族プーラン族郷、栗樹イ族タイ族郷、後箐イ族郷

## 交通

### 鉄道
- 中国国家鉄路集団
  - 大臨線

### 道路
- 国道
  - G214国道

## 出身者
- 胡瑛 - 中華民国の軍人。中国同盟会に属し、孫文（孫中山）の側近にもなった。後に雲南派軍人として活動する。